# Cephalotaxus hainanensis
Cephalotaxus hainanensis là một loài thực vật hạt trần trong họ Taxaceae. Loài này được H.L.Li mô tả khoa học đầu tiên năm 1954.